# بلمونته این سابینا
بلمونته این سابینا (به ایتالیایی: Belmonte in Sabina) یک کومونه در ایتالیا است که در استان ریتی واقع شده‌است.

## خصوصیات
بلمونته این سابینا ۲۳٫۶۱ کیلومترمربع مساحت و ۶۵۲ نفر جمعیت دارد و ۷۵۶ متر بالاتر از سطح دریا واقع شده‌است.